# Pierrick Fédrigo
Pierrick Fédrigo (født 30. november 1978) er en tidligere professionel fransk cykelrytter. Han cykler for holdet Française des Jeux. Fédrigos to største sejre i verdens største cykelløb kom da han vandt 14. etape af Tour de France 2006. og 16. etape af Tour de France 2010 foran blandt andre Lance Armstrong.